# Phyllium giganteum
Pulchriphyllium giganteum
 är en insektsart som beskrevs av Hausleithner 1984. Pulchriphyllium giganteum ingår i släktet pulchriphyllium sen 2021 och familjen Phylliidae. Den är funnen i Malaysia, främst i den västra delen av landet.
Eftersom de blir så stora har de blivit populära husdjur bland insektsintresserade. 

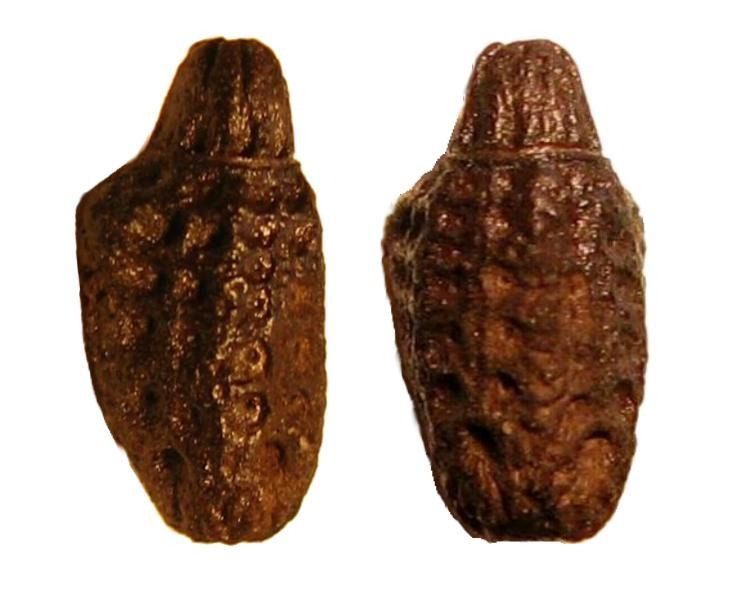
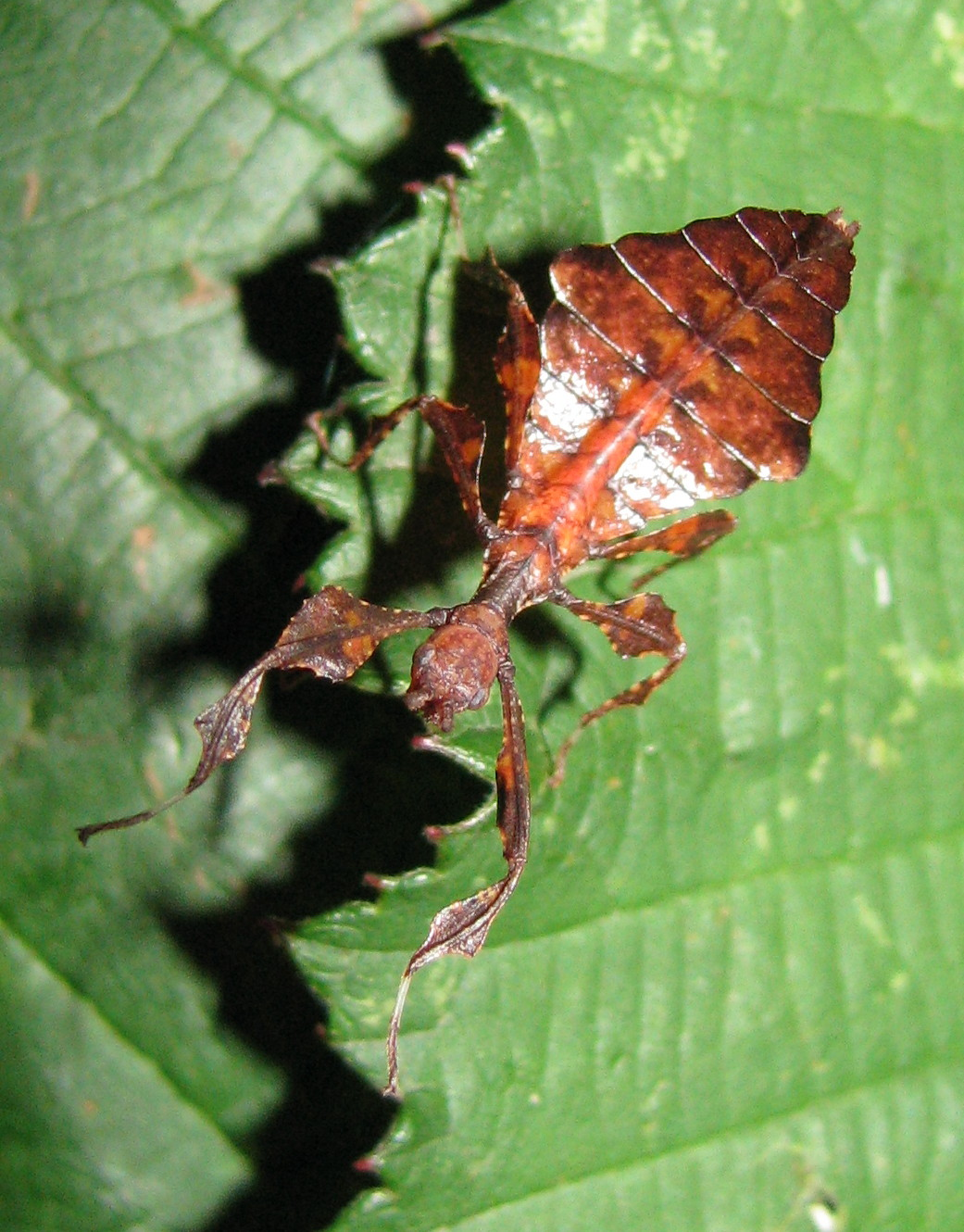
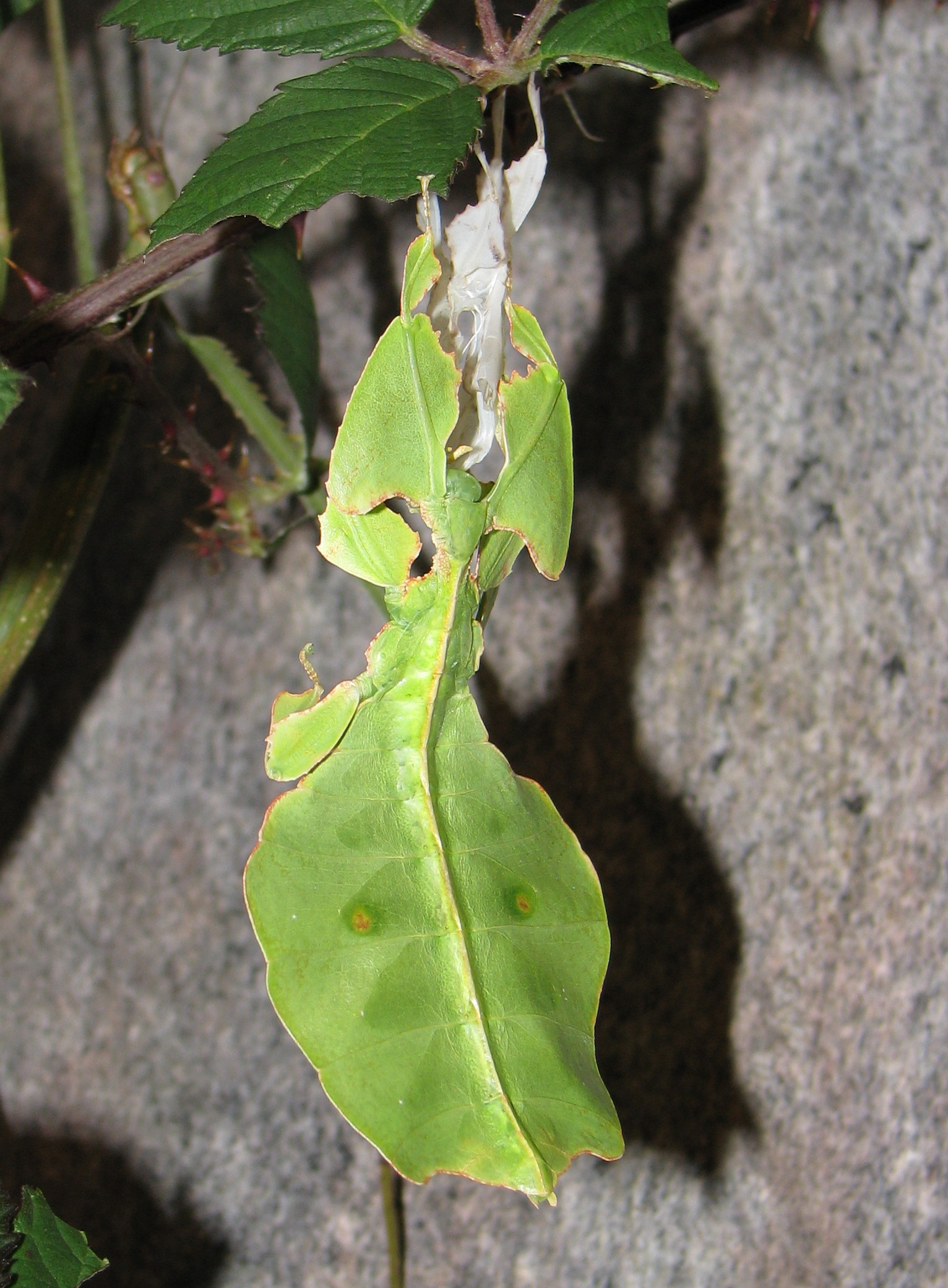
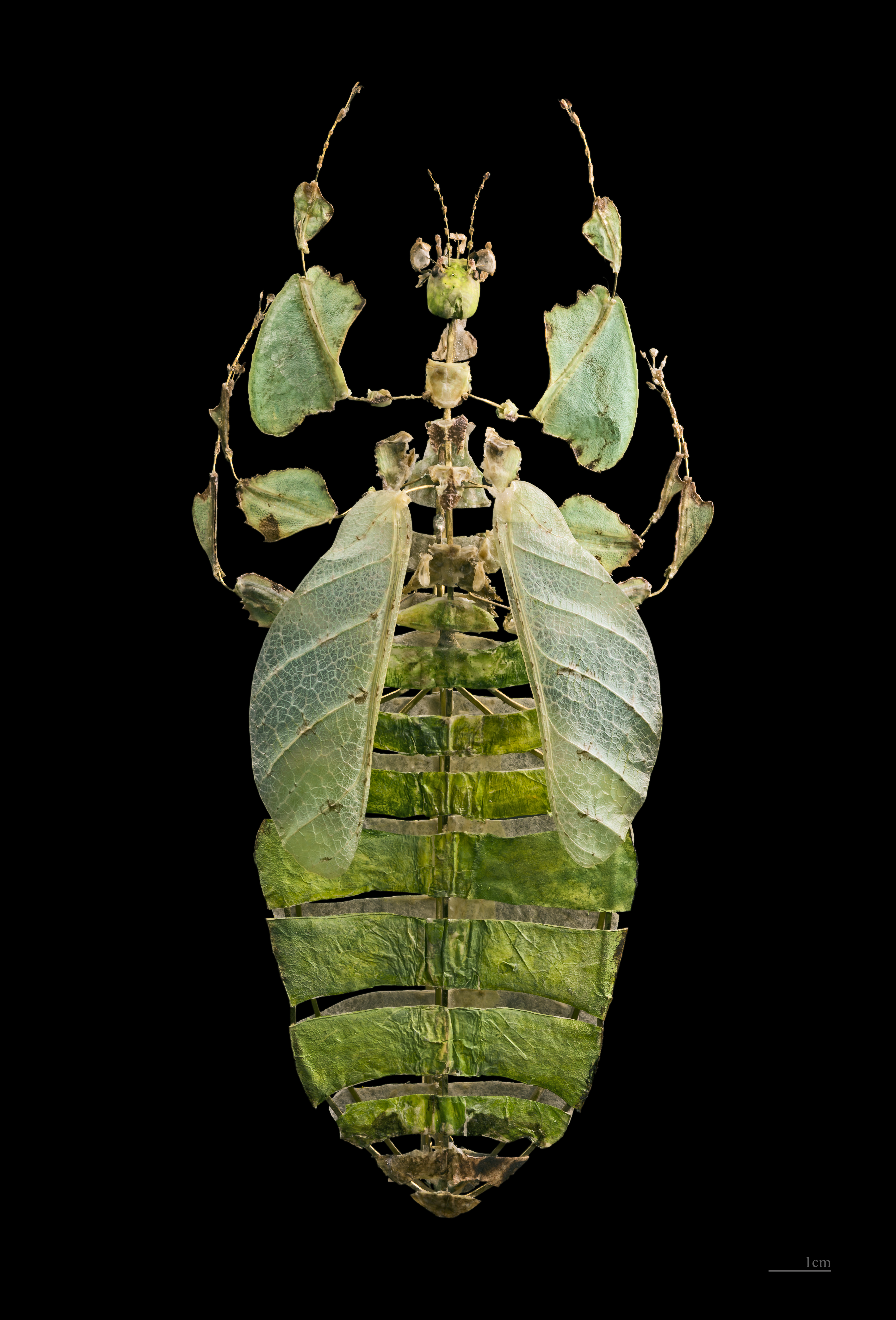

## Utseende
En fullvuxen hona blir mellan 100 och 120 mm lång och 60 mm bred. Hela kroppen är grön medan en svag brun färg kan ses runt kanterna hos insekten. Den bruna färgen varierar hos varje insekt. Fläckarna är dock symmetriska. Eftersom de bladliknande delarna är så ömtåliga är det lätt att kanterna skadas, då tar skadorna en brun färg. Skadorna är ej symmetriska.
Huvudet bär två korta antenner som blir runt 80-100 mm långa. Thorax är 85-110 mm lång och 60-70 mm bred. De främre benen består av en bladliknande kropp, det är det största benparet hos insekten då spökskräckor gärna sträcker ut de främre benen vid vila. De stora bladliknande benen täcker djurets ansikte vid vila som en typ av kamouflage.
Det sekundära benparet är betydligt mindre än det främre paret. Tredje paret är dock lite större än det andra paret. 
Resten av kroppen är tar upp ungefär 2/3 av hela längden. Honans kropp täcks av två gröna vingar med en längd på 60-75 mm. Vingarna är inte funktionella. Under vingarna bär honan en tjock och avlång abdomen som sedan blir till en tunn bladliknande kropp.
Honans anus och äggläggningsöppning är inte alls komplicerade jämfört med andra arter som t.ex. sunagaya inexpectata och extatosoma tiaratum som har ett spetsigt äggläggningsrör eftersom de lägger äggen i jorden.  Detta gör inte P. Giganteum.